# Macrophiothrix leucosticha
Macrophiothrix leucosticha is een slangster uit de familie Ophiotrichidae.
De wetenschappelijke naam van de soort werd in 1991 gepubliceerd door Hoggett.